# إركاند كاراي
إركاند كاراي (بالألبانية: Erkand Karaj‏) مواليد 3 مايو 1982 في تيرانا، هو لاعب كرة سلة ألباني. بدأ مسيرته الاحترافية في سنة 1998. يلعب في الدوري الألباني لكرة السلة كلاعب هجوم خلفي. يحمل الرقم 10. يبلغ طوله 6 قدم 2 بوصة (1.9 م).

## المسيرة الاحترافية
لعب مع نادي تيرانا لكرة السلة في سنة 2005، ثم لعب مع نادي كامزا لكرة السلة في موسم 2005–2006، ثم لعب مع نادي تيرانا لكرة السلة من سنة 2006 إلى 2012، ثم لعب مع نادي كامزا لكرة السلة في سنة 2012.